# Oberleitungsbus Berlin (1933–1965)
Der von 1933 bis 1965 bestehende Oberleitungsbus Berlin war das vierte auf dem heutigen Stadtgebiet von Berlin bestehende Oberleitungsbus-System und das erste moderne dieser Art in der Stadt. Es umfasste zwei nicht miteinander verbundene Teilnetze in den Bezirken Spandau und Steglitz, auf denen bis zu drei Linien verkehrten. Zuständiges Verkehrsunternehmen war die Berliner Verkehrs-Gesellschaft, die ab 1938 unter der Bezeichnung Berliner Verkehrs-Betriebe (BVG) firmierte. Nach 1949 übernahm die Verwaltung der BVG in West-Berlin diese Aufgabe. Die BVG und ab 1949 die BVG-West führten den Oberleitungsbus nicht als gesonderten Betriebsteil, sondern als Teil des Omnibusnetzes, so waren die Linienkennzeichnung und -farbe beider Verkehrsmittel identisch.

## Geschichte

### Netz Spandau
Die Allgemeine Berliner Omnibus AG (ABOAG) richtete 1927 eine Vorort-Omnibuslinie vom Hafenplatz in Spandau über Potsdamer Straße (seit 1939: Carl-Schurz-Straße), Klosterstraße, Hamburger Straße (seit 1937: Brunsbütteler Damm), Bahnhofstraße (seit 1931: Nennhauser Damm), Delbrückstraße (seit 1931: Torweg) zum Marktplatz (seit 1931: Am Heideberg sowie Heidebergplan) in der Gartenstadt Staaken ein. Im Januar 1928 bekam diese Linie die Nummer 31 zugeteilt und wurde in den Stadttarif der ABOAG einbezogen. Ab Mai 1929 begann die Linie am Markt in Spandau, zum 2. September 1929 erhielt sie – analog zu den übrigen Autobuslinien – zur Unterscheidung gegenüber den Straßenbahnlinien ein „A“ vorangestellt. 1930 erfolgte der Einsatz der Linie A31 ab dem U-Bahnhof Ruhleben, ab 1931 dann ab dem Spandauer Hauptbahnhof (heute: Stresow).
Im Jahr 1933 entschloss sich die BVG zur Einführung des Obusbetriebs. Um erste Erfahrungen mit dem neuen Verkehrsmittel zu sammeln wählte das Unternehmen die Linie A31 zur Umstellung aus, da diese sowohl im Stadt- als auch im Überlandverkehr fuhr und teilweise recht komplexe Fahrleitungsanlagen auftraten. Zur Unterstellung der Fahrzeuge diente der Betriebshof Spandau der Berliner Straßenbahn. Die Oberleitung war zweispurig, der Fahrdrahtquerschnitt betrug 80 Quadratmillimeter. Die Stromversorgung innerhalb Spandaus stellte das Unterwerk Spandau der Straßenbahn sicher, für den Überlandabschnitt nach Staaken errichtete die BVG ein neues Unterwerk in Neu-Staaken. Die Spannung betrug wie bei der Straßenbahn 550 Volt Gleichstrom. Eine Besonderheit stellte die Betriebsstrecke von der Klosterstraße zum Betriebshof Spandau dar. Obus und Straßenbahn teilten sich auf diesem Abschnitt die Fahrleitung. Die Leitung der Straßenbahn diente als Pluspol, eine mittig gespannte Leitung als Minuspol. Begegnungen von Obussen waren somit nicht möglich. Hinzu kam, dass die Konstruktion gleichermaßen für den Betrieb mit Rollen- und Bügelstromabnehmer ausgelegt war.

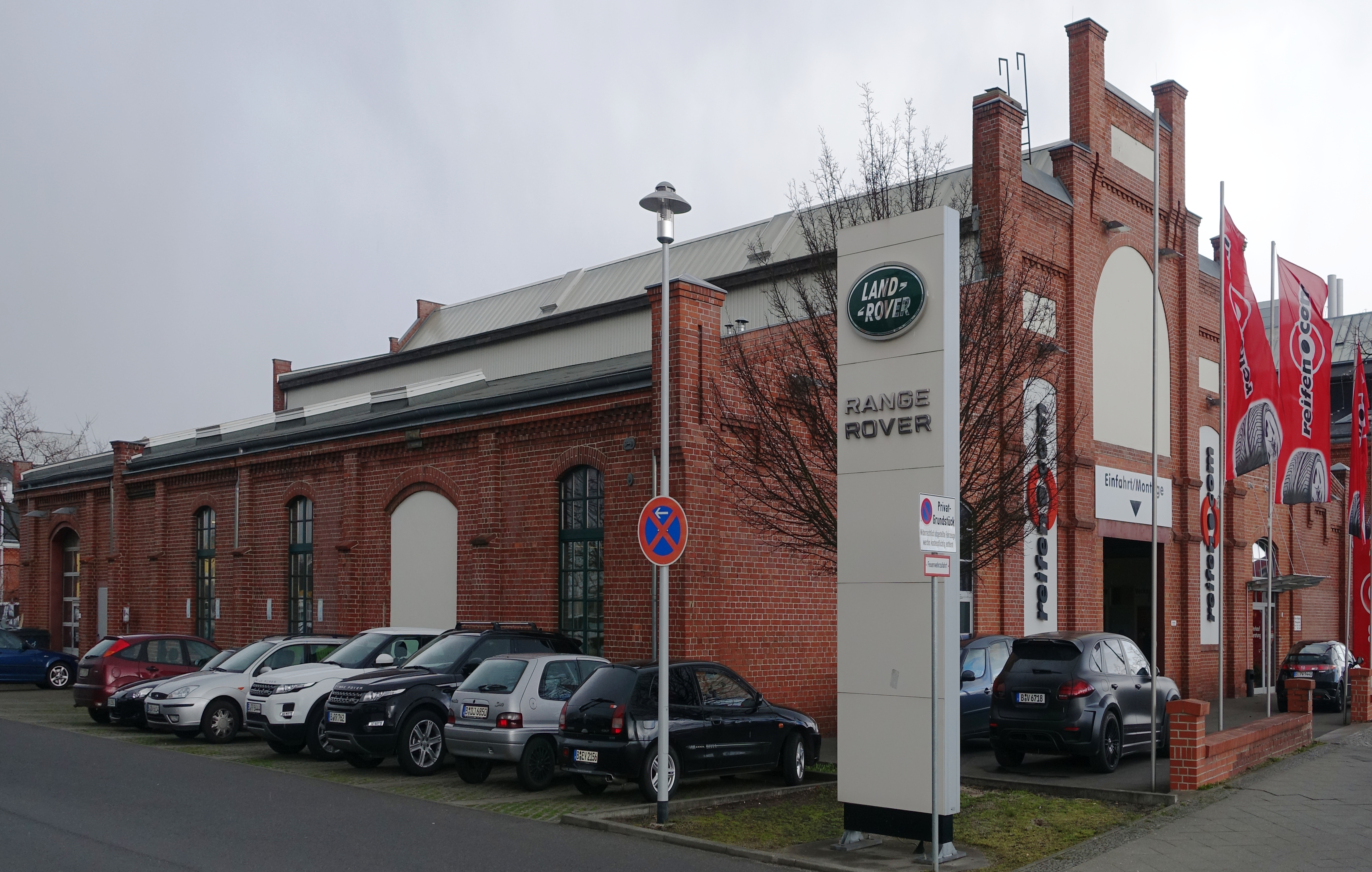
Weichenhalle von O&K am Brunsbütteler Damm, ab 1949 als Wagenhalle für den Obus, 2015

Am Heiligabend 1933 begann der reguläre Betrieb auf der Linie mit drei Fahrzeugen, eine Umstellung der Linienbezeichnung erfolgte nicht – ungeachtet der Tatsache, dass es sich nicht mehr um eine Autobuslinie handelte. Die Linienführung blieb bis zur kriegsbedingten Einstellung am 12. April 1945 unverändert. Es kam ab Kriegsbeginn mehrmals zur vorübergehenden Umstellung auf Omnibusbetrieb. Neben der Zerstörung der Wagenhalle Spandau und vier der dort befindlichen Wagen ging auch der Großteil der Fahrleitung verloren. Die Bedienung erfolgte nach Kriegsende zunächst durch verschiedene private Fuhrunternehmer im Auftrag der BVG.
Ab 1949 begann die BVG mit der Wiedererrichtung der Oberleitungsanlagen. Anstatt über die Carl-Schurz-Straße und den Markt ging die Strecke nun über den Stabholzgarten. Ab dem 1. August 1949 verkehrte die Linie wieder mit Obussen. Als Ersatz für die zerstörte Wagenhalle mietete die BVG eine am Brunsbütteler Damm gelegene Werkhalle von Orenstein & Koppel.
Der westliche Teil Staakens kam nach 1951 zunächst unter die Verwaltung des Stadtbezirks Mitte. Am 1. Juni 1952 ging diese auf die Stadt Falkensee über. West-Staaken lag damit faktisch in der Sowjetischen Besatzungszone, die Grenze befand sich entlang des Nennhauser Damms. Mitte Dezember 1952 wurde der Grenzverlauf so gekennzeichnet, dass ein Befahren der Straße in beiden Richtungen nicht mehr möglich war. Die BVG-West verkürzte die Linie daher ab dem 15. Dezember 1952 bis zur Obushalle am Brunsbütteler Damm und richtete auf dem verbliebenen Teilstück einen Ersatzverkehr mit Autobussen bei leicht veränderter Linienführung ein. Drei Tage darauf stellte sie den Betrieb gänzlich auf Omnibusse um. Die Halle ging nach ihrer Schließung an Orenstein & Koppel zurück, die verbliebenen Fahrzeuge wurden an den Betriebsteil Steglitz überführt.

### Netz Steglitz

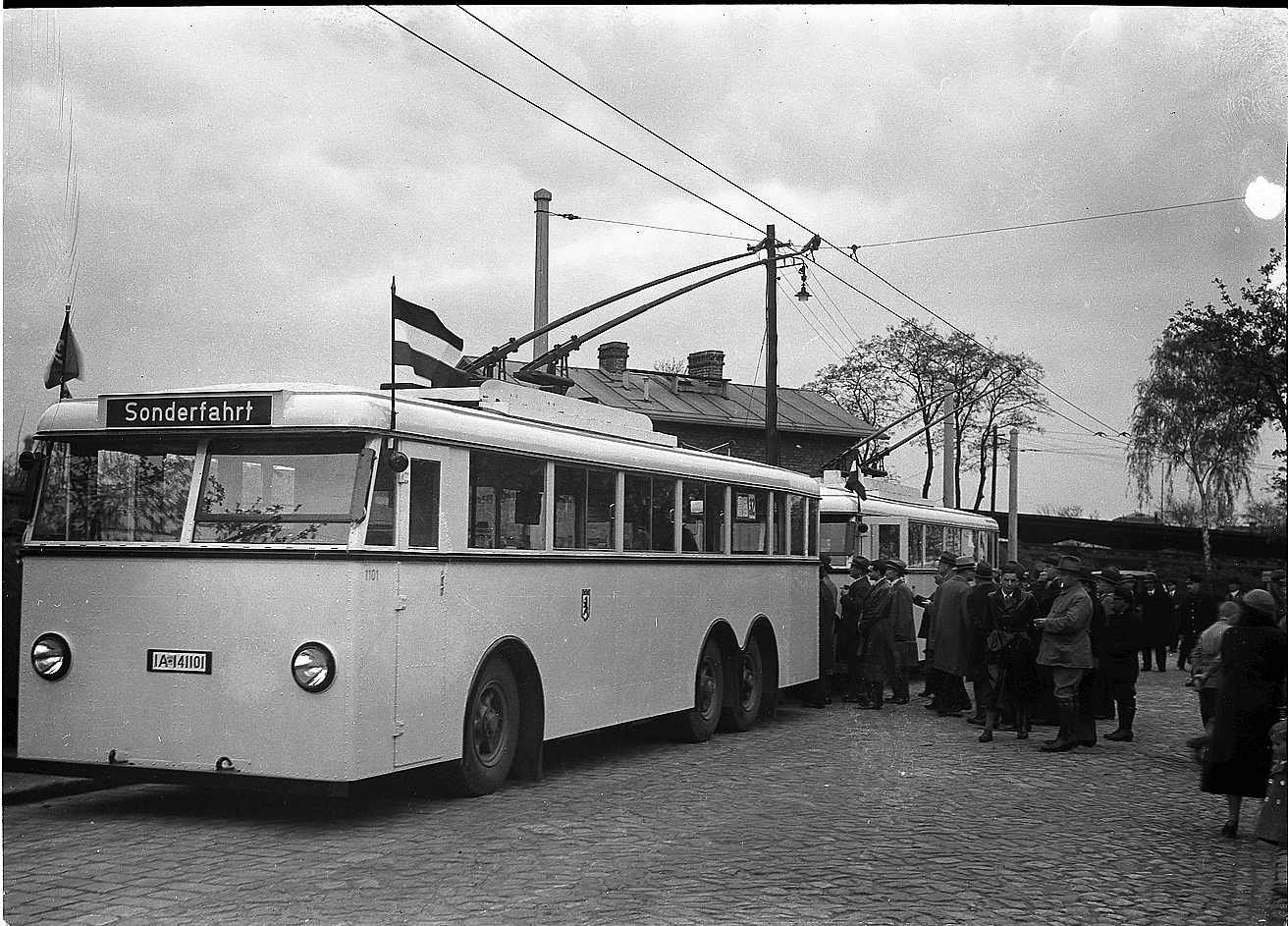
Obus 1101 auf der Linie A32 am Bahnhof Marienfelde, 1935

Als zweite Linie stellte die BVG den A32 vom Bahnhof Marienfelde über seinen bisherigen Endpunkt am Bahnhof Steglitz zum U-Bahnhof Breitenbachplatz am 4. Juli 1935 auf Obusbetrieb um. Die Unterstellung der Steglitzer Wagen erfolgte im Straßenbahnhof Steglitz am Hindenburgdamm.
Die letzte Umstellung betraf die Linie A97 vom Bahnhof Steglitz nach Mariendorf, Kaiserstraße am 23. April 1942. Diese Autobuslinie ging aus der Straßenbahnlinie 97 hervor, die 1930 als eine der beiden letzten meterspurigen Linien eingestellt wurde.
Die Linienführung des A32 änderte sich ab Juli 1944 durch die Beschädigung der Siemensbrücke über den Teltowkanal. Als Umfahrung wurde eine einspurige Strecke durch die Stindestraße und über die Hannemannbrücke eingerichtet. Am 23. Januar 1945 stellte die BVG den A97 ein, der A32 folgte am 11. April 1945.
Die Wiederaufnahme des Obusbetriebs auf der Linie A97 fand am 10. Mai 1948 statt. Zwischen dem 20. Juli 1948 und dem 5. Juni 1949 verkehrte die Linie bedingt durch die Stromeinsparungen infolge der Berliner Blockade mit Autobussen. Der Linienbetrieb auf dem A32 wurde am 4. Juli 1949 auf der ursprünglichen Strecke wieder aufgenommen. Der A97 erhielt am 2. Januar 1951 die Liniennummer A33.
Der Neubau der Siemensbrücke führte zur erneuten Umleitung des A32 über Stindestraße und Hannemannbrücke, die Fahrleitung war diesmal zweispurig angelegt. Zwischen dem 7. August 1956 und dem 16. August 1960 nutzten die Obusse nochmals die alternative Route.

Obus 1209 auf der Linie A32 in der Schildhornstraße, 1963

Der Neubau der Westtangente im Bereich Steglitz führte mit Beginn der 1960er Jahre zur Aufgabe des Obusbetriebs in Steglitz. Zunächst wurde am 1. August 1961 die Zufahrt zum Betriebshof Steglitz am Hindenburgdamm geändert. Statt bisher vom Bahnhof Steglitz aus über die Kuhligkshofstraße fuhren die Obusse nun über die Schloßstraße. Am 16. Oktober 1961 stellte die BVG den Obusbetrieb auf dem A33 ein. Einige Wochen zuvor gab es bereits gemischten Betrieb mit Autobussen auf der Linie.
Der A32 wurde am 22. März 1965 als letzte Linie komplett auf Autobus umgestellt.

## Fahrzeuge

Wagen 1101 mit einem weiteren Fahrzeug am Breitenbachplatz, 1938

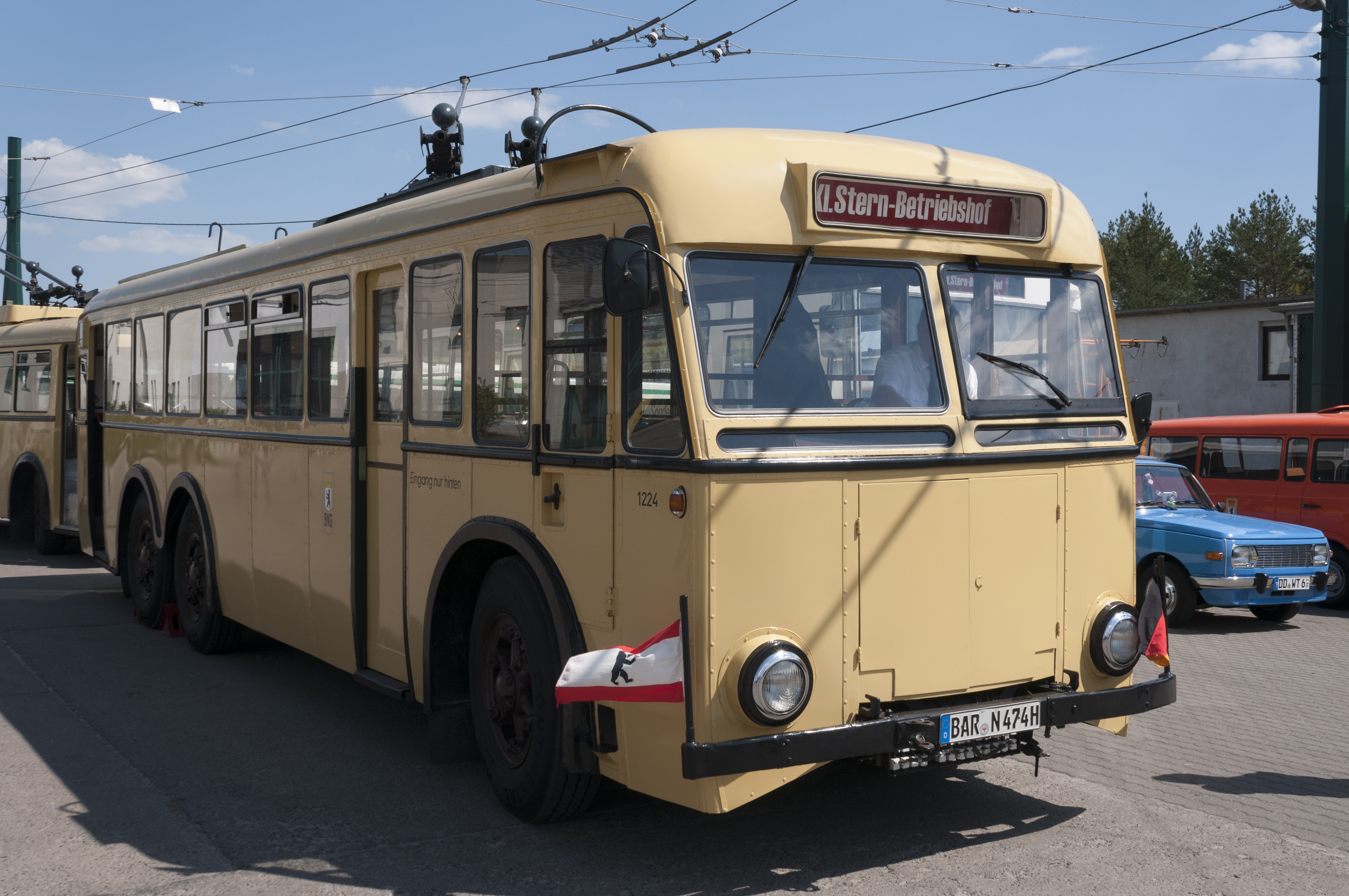
Wagen 1224 in Eberswalde

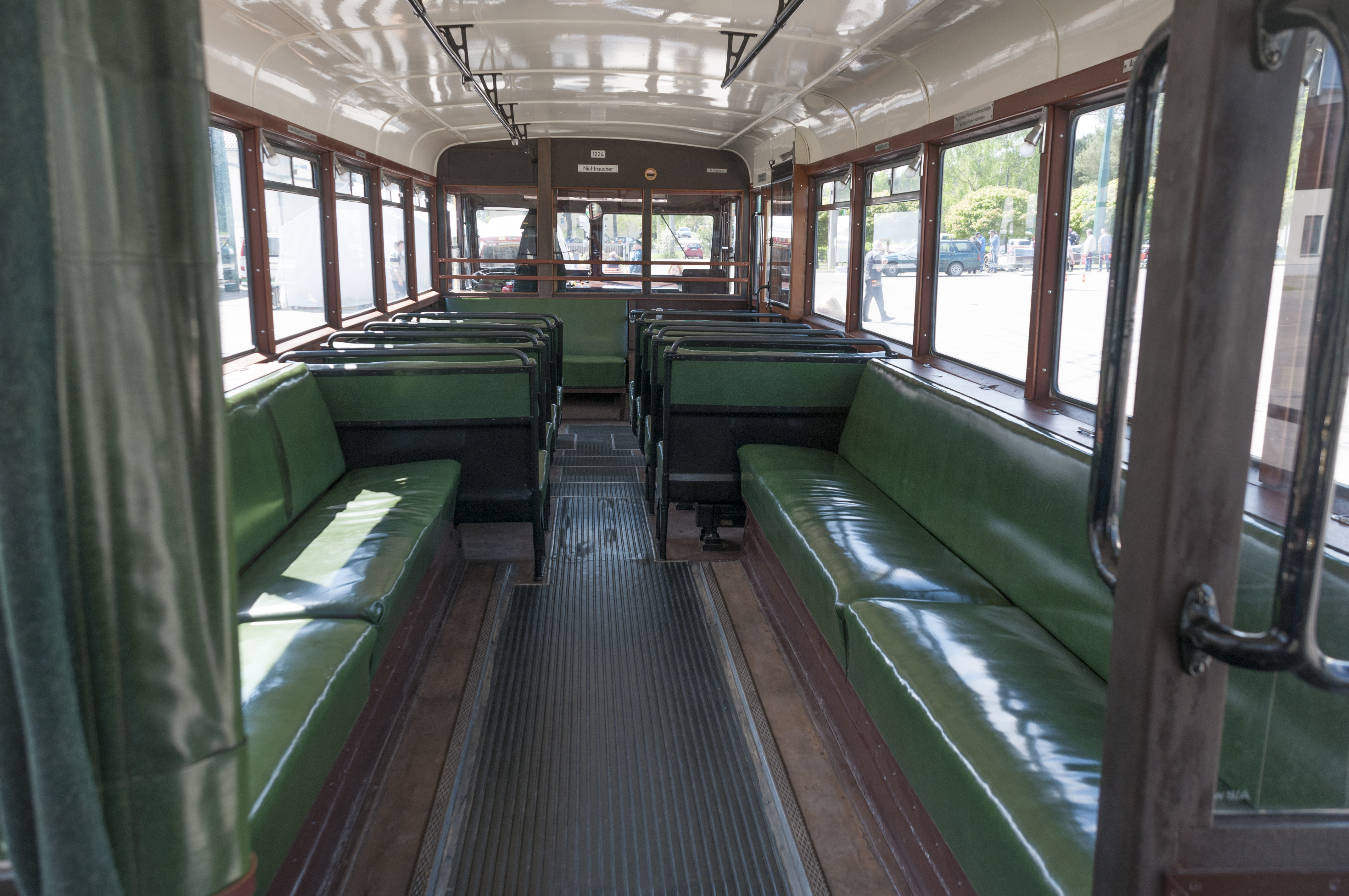
Innenansicht von Wagen 1224

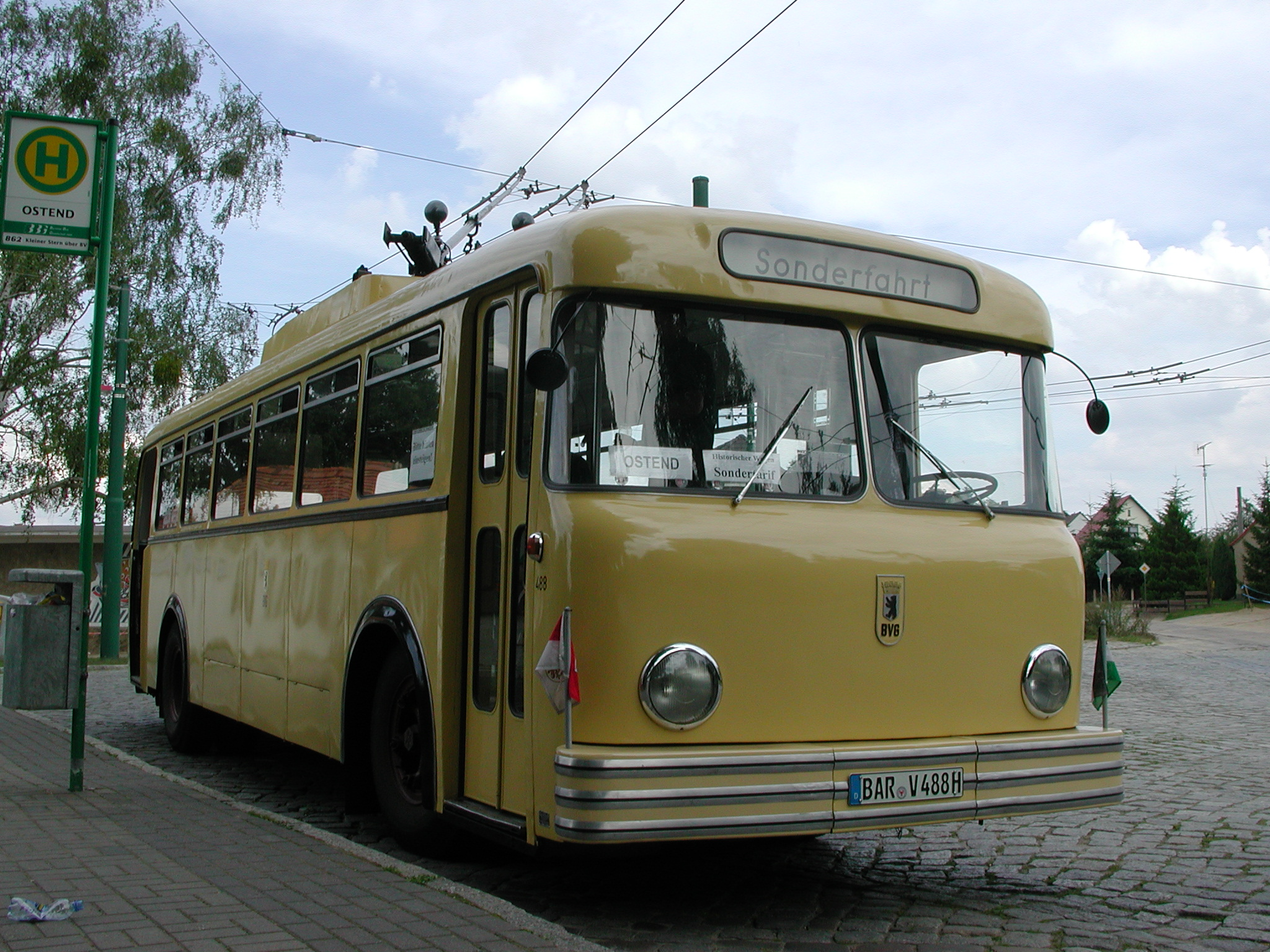
Wagen 488 ist als historisches Fahrzeug des DVN in Eberswalde erhalten

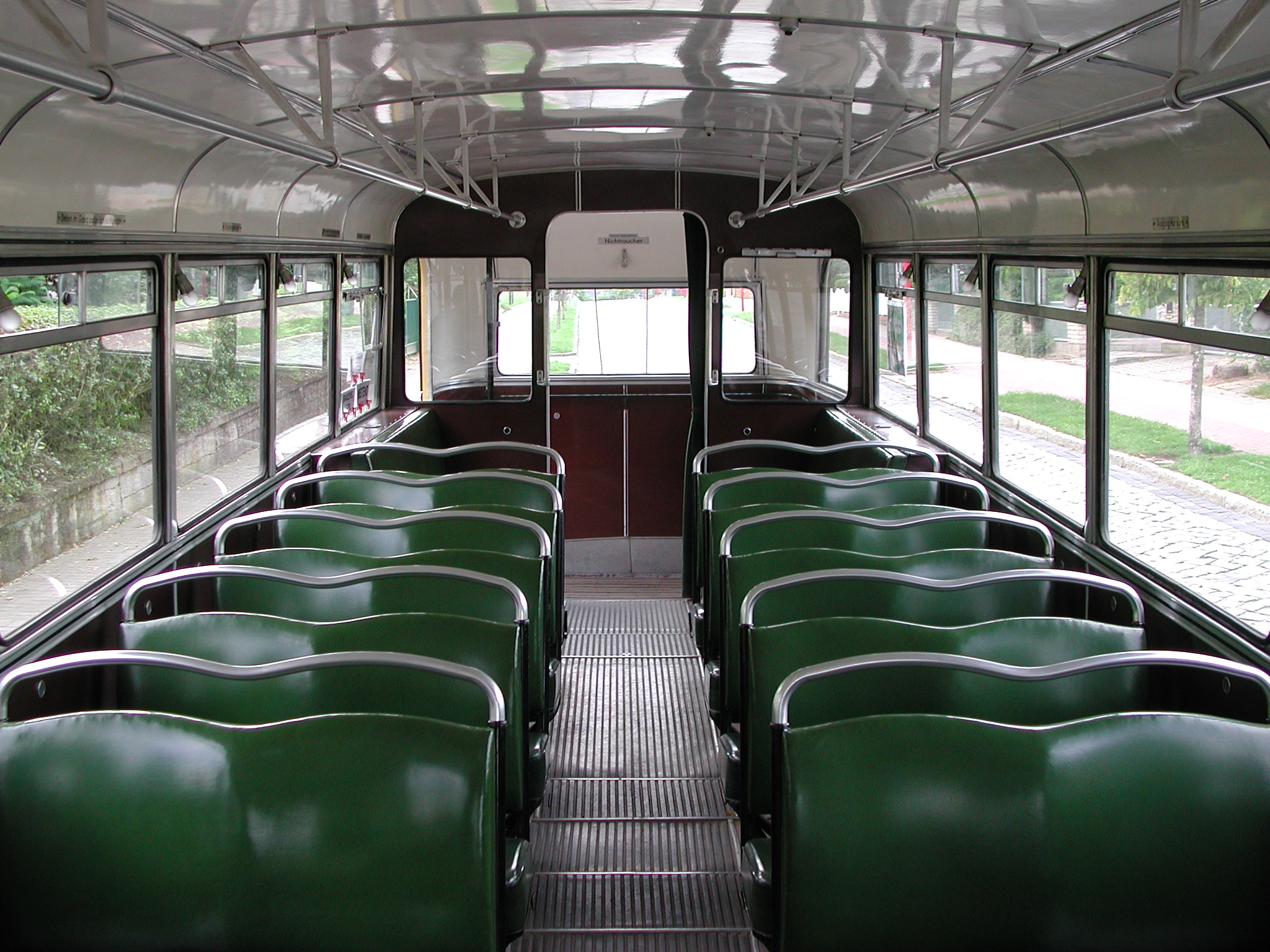
Innenansicht von Wagen 488

### Triebwagen
Für beide Teilnetze beschaffte die BVG zunächst Fahrzeuge verschiedener Hersteller. Die Nummerierung folgte bis etwa 1938 dem Einsatzgebiet, danach nach dem jeweiligen Fahrgestellhersteller. Alle Obusse hatten Aufbauten aus Stahl und ähnelten den damals eingesetzten Omnibussen.
Die ältesten Wagen der Spandauer Linie A31 mit den Nummern 1001 bis 1003 gehörten zunächst der AEG, die auch die elektrische Ausrüstung der Strecken stellte. Die Fahrgestelle stammten von Büssing, die Aufbauten von Christoph & Unmack. Während Wagen 1003 im Zweiten Weltkrieg zerstört wurde, erhielten die Aufbauten der Wagen 1001 und 1002 1952 neue Fahrgestelle von Henschel sowie die neuen Wagennummern 1304 und 1305.
Für den Betrieb in Steglitz kamen drei weitere Obusse (1101–1103) mit MAN-Fahrgestellen hinzu, die allesamt im Zweiten Weltkrieg zerstört wurden; wenig später verstärkten die Obusse 1104 und 1105 die Linie. Wagen 1104 ähnelte den drei Vorgängern noch, Wagen 1105 war hingegen ein Modell von Daimler-Benz. 1936 kam Wagen 1106 hinzu, der selbsttragend gebaut war. Er erhielt um 1938 die Nummer 1004.
Wagen 1105 wurde um 1938 in 1201 umnummeriert. Im gleichen Zeitraum kamen die wagenbaulich gleichen Wagen 1202 und 1203 hinzu. Während sich 1201 und 1202 technisch glichen, stammte die E-Ausrüstung in Wagen 1203 von der AEG.
Für die Umstellung der Linie A97 kamen 1941 nochmals acht Daimler-Benz-Obusse hinzu, die eine Weiterentwicklung der Wagen von 1938 darstellten. Sie wurden bis 1963 eingesetzt. 1204 verfügte zusätzlich zur Druckluftbremse über eine elektrische Bremse. Beide Bremsen wurden über ein gemeinsames Pedal bedient.
Für die Spandauer Linie A31 war 1941 eine Bestellung von insgesamt sechs doppelstöckigen Obussen (Odobus) vorgesehen, deren Fahrgestelle von SSW beziehungsweise den Henschel-Werken hergestellt werden sollten.
1943 lieferte Henschel drei Obusse (1301–1303), 1944 kamen drei Wagen (1401–1403) des italienischen Herstellers Alfa Romeo hinzu. Fahrzeuge des gleichen Typs waren zu dieser Zeit auch bei den Betrieben in Esslingen und Bielefeld im Einsatz. Wagen 1403 war vermutlich nie im Fahrgasteinsatz und diente vornehmlich als Ersatzteilspender für die beiden anderen Wagen.
Weitere 15 Obusse von Daimler-Benz waren während des Kriegs bestellt, wurden aber erst nach 1945 geliefert. Die elektrische Ausrüstung der ersten sechs Fahrzeuge stammt von der AEG, die der übrigen von SSW. Da die SSW nicht ausreichend Fahrmotoren liefern konnten, wurden mit Ausnahme der Wagen 1218 und 1224 AEG-Motoren eingebaut. Die Fahrzeuge waren teilweise bis 1965 im Einsatz, 1224 ist als historisches Fahrzeug erhalten geblieben.
Die jüngste Fahrzeugserie wurde ab 1956 geliefert. Die Wagen hatten selbsttragende Aufbauten, die Innenräume waren für den Fahrgastfluss konzipiert. Die Achsen lieferte Henschel, die elektrische Ausrüstung die AEG, Aufbauten stammten vom Hersteller Gaubschat in Berlin-Neukölln. Wagen 484 hatte eine Büssing-Vorderachse. Alle Wagen waren bis 1965 im Einsatz. Wagen 488 ist als historisches Fahrzeug erhalten geblieben.
Die Wagen 1224 und 488 werden gegenwärtig vom Denkmalpflege-Verein Nahverkehr Berlin (DVN) betreut und sind beim Oberleitungsbus Eberswalde stationiert.

### Anhänger
Die BVG bestellte 1941 bei Gaubschat fünf Anhänger, in Berlin als Beiwagen bezeichnet, für den Einsatz auf den Steglitzer Linien. Die Obusse der 1200er und 1300er Nummernreihe erhielten hierzu Anhängerkupplungen. Die Fahrzeuge, von denen 1943 weitere zehn Stück mit ähnlichen Aufbau ausgeliefert wurden, hatten Endeinstiege und im Innern 34 Sitz- und zehn Stehplätze. Alle Wagen dieser Serie gingen im Krieg verloren.
Von 1947 bis 1949 lieferte Gaubschat nochmals acht Anhänger mit Mitteleinstieg. Aufgrund des Einbaus von Holzbänken und des klobig wirkenden Wagenkastens waren sie als Möbelwagen verpönt. Zwei von ihnen kamen nach 1949 vermutlich zur BVG-Ost, wo sie im Einsatz mit Autobussen noch weiter verkehrten. Die BVG-West stellte ihre verbliebenen sechs Wagen bis 1951 auf Betreiben der Polizei ab und verkaufte diese anschließend.

### Übersicht
| Nummern   | Baujahr   | Fahrgestell  | Aufbauten    | Elektrik                        | Leistung (in kW)                    | Sitzpl. | Stehpl. | abgestellt | Anmerkungen                                                                                            |
| --------- | --------- | ------------ | ------------ | ------------------------------- | ----------------------------------- | ------- | ------- | ---------- | --- |
| 1001–1003 | 1933      | Büssing      | C&U          | AEG                             | 2 × 41                              | 40      | 30      |            | Aufbau von 1001, 1952 für 1304 verwendet; Aufbau von 1002, 1952 für 1305 verwendet; 1003 Kriegsverlust |
| 1004      | 1936      | –            | Uerdingen    | BBC                             | 2 × 42,5                            | 36      | 29      | 1959       | ex 1106; selbsttragender Aufbau                                                                        |
| 1101–1104 | 1934–1935 | MAN          | MAN          | SSW                             | 2 × 45                              | 36      | 29      | 1957       | 1101–1103 Kriegsverlust                                                                                |
| 1201–1203 | 1935–1938 | Daimler-Benz | Daimler-Benz | BBC (1201+1202) AEG (1203)      | 2 × 42,5 (1201+1202) 2 × 50 (1203)  | 36      | 29      | 1957       | 1201 ex 1105                                                                                           |
| 1204–1211 | 1941      | Daimler-Benz | Daimler-Benz | AEG                             | 2 × 50                              | 36      | 29      | bis 1963   | |
| 1212–1226 | 1945–1947 | Daimler-Benz | Schumann     | AEG (1212–1217) SSW (1217–1226) | 2 × 45 (1218, 1224) 2 × 50 (übrige) | 38      | 24      | bis 1965   | 1219–1223, 1225+1226 mit AEG-Motor                                                                     |
| 1301–1303 | 1943      | Henschel     | Schumann     | AEG                             | 2 × 50                              | 37      | 28      | bis 1963   | |
| 1304–1305 | 1952      | Henschel     | C&U          | AEG                             | 2 × 50                              | 38      | 32      | 1964       | Aufbau 1304 von 1001 übernommen; Aufbau 1305 von 1002 übernommen, SSW-Motor                            |
| 1401–1403 | 1943      | Alfa Romeo   | Alfa Romeo   | BBC                             |                                     | 28      | 47      | 1945       | 1403 ohne Einsatz                                                                                      |
| 484–490   | 1956–1957 | –            | Gaubschat    | AEG                             | 2 × 50                              | 34      | 35      | 1965       | 484 ex 1306; 488 historisches Fahrzeug                                                                 |
| Nummern   | Baujahr   | Hersteller   | Hersteller   | Hersteller                      | Hersteller                          | Sitzpl. | Stehpl. | abgestellt | Anmerkungen                                                                                            |
| 0B 1–B 50 | 1941      | Gaubschat    | Gaubschat    | Gaubschat                       | Gaubschat                           | 34      | 10      |            | Kriegsverlust                                                                                          |
| 0B 6–B 15 | 1943      | Gaubschat    | Gaubschat    | Gaubschat                       | Gaubschat                           | 34      | 10      |            | Kriegsverlust                                                                                          |
| B 16–B 23 | 1947–1949 | Gaubschat    | Gaubschat    | Gaubschat                       | Gaubschat                           | 30      | 20      | 1951       | B 16, B 17 nach 1949 vermutlich BVG-Ost                                                                |